# Torrington (Connecticut)
Torrington és una ciutat del Comtat de Litchfield a l'estat de Connecticut dels Estats Units d'Amèrica. Segons el cens del 2005 tenia 35.995 habitants.

## Demografia
Segons el cens del 2000 Torrington tenia 35.202 habitants, 14.743 habitatges, i 9.125 famílies. La densitat de població era de 341,6 habitants/km².
Dels 14.743 habitatges en un 28,5% hi vivien nens de menys de 18 anys, en un 47,7% hi vivien parelles casades, en un 10,3% dones solteres, i en un 38,1% no eren unitats familiars. En el 32,1% dels habitatges hi vivien persones soles el 13,7% de les quals corresponia a persones de 65 anys o més que vivien soles. El nombre mitjà de persones vivint en cada habitatge era de 2,33 i el nombre mitjà de persones que vivien en cada família era de 2,96.
Per edats la població es repartia de la següent manera: un 23% tenia menys de 18 anys, un 6,4% entre 18 i 24, un 31% entre 25 i 44, un 22% de 45 a 60 i un 17,6% 65 anys o més.
L'edat mediana era de 39 anys. Per cada 100 dones de 18 o més anys hi havia 89 homes.
La renda mediana per habitatge era de 41.841 $ i la renda mediana per família de 54.375 $. Els homes tenien una renda mediana de 37.702 $ mentre que les dones 28.418 $. La renda per capita de la població era de 21.406 $. Aproximadament el 4,5% de les famílies i el 7,4% de la població estaven per davall del llindar de pobresa.

## Poblacions properes
El següent diagrama mostra les poblacions més properes.